# NEXCO西日本 Drive Porter Radio
『NEXCO西日本 Drive Porter Radio』（ネクスコにしにほん ドライブ・ポーター・レディオ）は、2008年7月6日から2021年3月28日まで、福井県と三重県を除く近畿地方以西のJFN系列局で放送されていた、エフエム大阪（FM大阪）制作のラジオ番組。西日本高速道路（NEXCO西日本）の一社提供。
放送開始 - 同年9月はFM OSAKA（放送開始当時、現：FM大阪）とKiss-FM KOBE（放送開始当時、現：Kiss FM KOBE）の2局ネットで、番組名は『Drive Porter Radio』（ドライブ・ポーター・レディオ）であったが、同年10月より現在の番組名及びネット局での放送となった。

## パーソナリティ
- 大石英子[注 1]（開始 - 2018年9月）
- 落水七重（2018年10月 - 2021年3月28日）

## 内容
- オープニング - イベント情報とNEXCO西日本からのお知らせ（集中工事やETC割引などの情報）
- リクエスト・エピソード紹介 - ドライブにお薦めの一曲とドライブにまつわるエピソードのメッセージ紹介。
- エンディング
- NEXCO西日本のスポットCM（20秒）

## ネット局
放送されている地域はNEXCO西日本が管轄している高速道路がある府県に限られていた。
全て毎週日曜の放送で、放送時間の早い順から記載。全局、「radiko」・「radiko.jpプレミアム」で聴取可能。
| 放送対象地域   | 放送局名                         | 放送時間      | 備考     |
| -------------- | -------------------------------- | ------------- | -------- |
| 大阪府         | エフエム大阪（FM大阪）           | 16:55 - 17:00 | 制作局   |
| 福井県         | 福井エフエム放送（FM FUKUI）     | 16:55 - 17:00 | [ 注 2 ] |
| 兵庫県         | 兵庫エフエム放送（Kiss FM KOBE） | 16:55 - 17:00 |          |
| 広島県         | 広島エフエム放送（HFM）          | 16:55 - 17:00 | [ 注 3 ] |
| 山口県         | エフエム山口（FMY）              | 16:55 - 17:00 | [ 注 4 ] |
| 島根県・鳥取県 | エフエム山陰（V-air）            | 16:55 - 17:00 |          |
| 岡山県         | 岡山エフエム放送（FM OKAYAMA）   | 16:55 - 17:00 | [ 注 4 ] |
| 愛媛県         | エフエム愛媛（JOEU-FM）          | 16:55 - 17:00 |          |
| 徳島県         | エフエム徳島（FM TOKUSHIMA）     | 16:55 - 17:00 |          |
| 福岡県         | エフエム福岡（FM FUKUOKA）       | 16:55 - 17:00 | [ 注 5 ] |
| 長崎県         | エフエム長崎（FM Nagasaki）      | 16:55 - 17:00 | [ 注 4 ] |
| 佐賀県         | エフエム佐賀（FMS）              | 16:55 - 17:00 |          |
| 大分県         | エフエム大分（Air-Radio FM88）   | 16:55 - 17:00 |          |
| 宮崎県         | エフエム宮崎（JOY FM）           | 16:55 - 17:00 |          |
| 鹿児島県       | エフエム鹿児島（μFM）            | 16:55 - 17:00 |          |
| 滋賀県         | エフエム滋賀（e-radio）          | 15:55 - 16:00 | [ 注 2 ] |
| 熊本県         | エフエム熊本（FMK）              | 15:55 - 16:00 |          |
| 沖縄県         | エフエム沖縄（FM沖縄）           | 15:55 - 16:00 |          |
| 香川県         | エフエム香川（FM香川）           | 17:55 - 18:00 |          |
| 高知県         | エフエム高知（Hi-Six）           | 17:55 - 18:00 |          |